# 聖體頌
《聖體頌》（拉丁語：Ave verum corpus）是一首中世紀拉丁讚美詩 （Analecta Hymnica，第54冊，第257頁），這首讚美詩一般是在彌撒之時頌揚聖主用，這是一種12世紀引入的禮拜儀式。在聖體聖事 (聖餐禮) 儀式之時會唱羔羊頌，之後亦會唱這首聖詩。歌詞的作者身份不確定，相信為是13世紀教宗英諾森三世、英諾森四世、英諾森五世、或者英諾森六世所作。歌詞描述耶穌自童貞女瑪利亞而生，其血從肋旁的刺傷流出，象徵祂用自己的血洗除世人之罪。
這首詩是對天主教信仰耶穌在聖體聖事中的真實存在的默想，並將聖體聖事與所有信徒生活中痛苦的救贖意義的這個天主教概念聯繫起來。

## 歌詞
| 拉丁语原文 | 汉语译文                                   | 英语译文 |
| ---------- | ------------------------------------------ | -------- |
|            | 頌讚頌讚，至真聖體                         |          |
|            | 生於童貞瑪利亞；                           |          |
|            | 甘心受難，自作犧牲                         |          |
|            | 被釘十架，乃為世人；                       |          |
|            | 祂的肋膀被槍刺透，                         |          |
|            | 流出了水和血；                             |          |
|            | 藉此聖體，我等預嚐【與主合一】             |          |
|            | 於最終審判。                               |          |
|            | 吁甘飴耶穌，吁慈悲耶穌，吁瑪利亞之子耶穌。 |          |
|            | 垂憐我等。阿們。                           |          |

## 名曲
為聖體頌譜寫的名曲甚多，最膾炙人口的是莫札特所作的作品，同享盛名的還有 威廉·伯德 的作品。此外古諾、艾爾加的作品也是較著名的作品。